# Charles Oliver Murray
Charles Oliver Murray (1842-1923) was een Schotse graveur.
Charles Oliver Murray is geboren in Roxburghshire in 1842 en hij kreeg zijn opleiding aan de Trustees Academie in Edinburgh. Murray verhuisde naar Londen in 1872. Hij werd verkozen tot Fellow van de Society of Painter-Etchers op 7 mei 1881. Hij publiceerde op velerlei gebied in The Art Journal vanaf de jaren 1880 en had veelvuldig tentoonstellingen in de Royal Academy.
Murray stierf in Londen in 1923.

## Werken

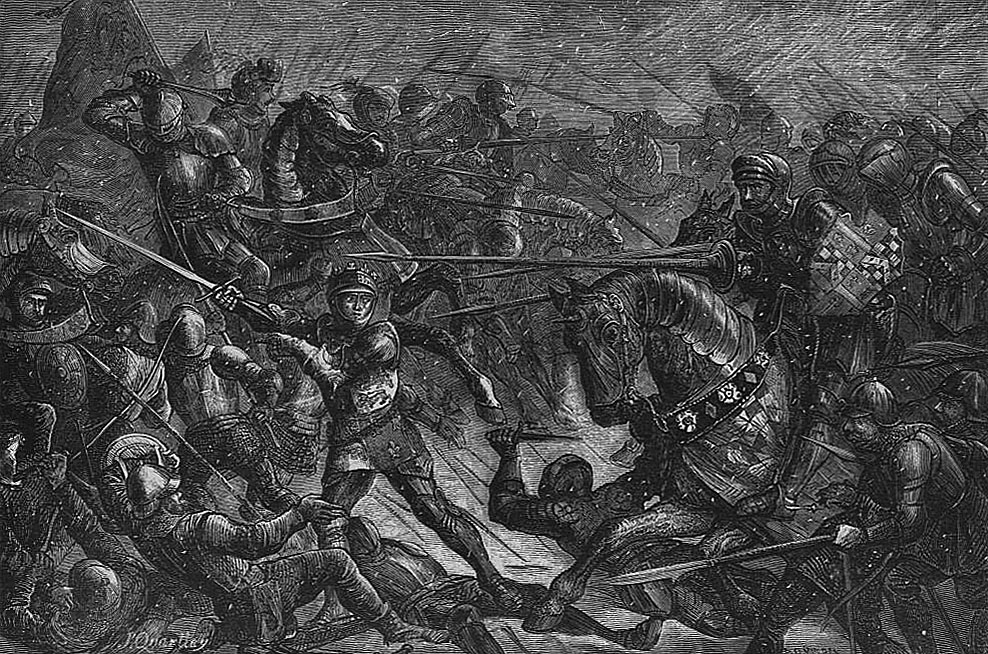
Murrays gravure naar Johannes Quartleys Slag bij Towton.
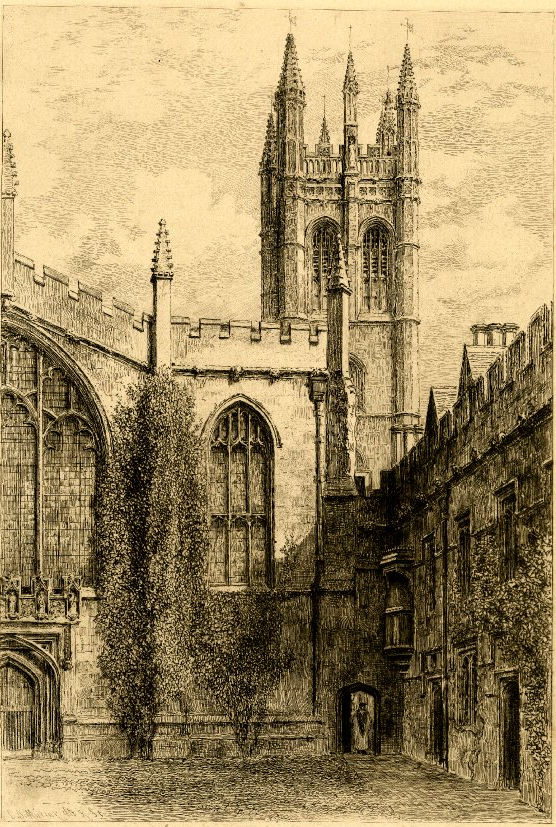
Magdalen College In Oxford